# Chen Feilong
Chen Feilong (chinesisch 陈飞龙, Pinyin Chén Fēilóng; * 4. Oktober 1982 in Sichuan) ist ein chinesischer Snookerspieler. Von 2018 bis 2020 spielte er als Profi auf der Main Tour.

## Karriere
Als in den späten 2000ern immer mehr junge Talente aus China kamen, gehörte Chen Feilong bereits zu den älteren Spielern. Er war vor allem in der nationalen Turnierserie erfolgreich und wurde um 2010 berühmt, als er den chinesischen Ausnahmespieler Ding Junhui innerhalb von zwei Jahren dreimal besiegte. International trat er erstmals bei den China Open 2012 in Erscheinung. Er bekam eine Wildcard des chinesischen Verbands, verlor aber sein Qualifikationsspiel gegen Ben Woollaston mit 1:5. Bei den Shanghai Masters 2012 konnte Chen als Wildcardspieler Fergal O’Brien mit 5:2 besiegen, bevor er im Hauptturnier gegen Neil Robertson ausschied. Bei der International Championship revanchierte sich O’Brien und besiegte ihn mit 6:3.
Chen nahm ab 2012 auch an den Asienturnieren der Players Tour Championship teil, schied aber fast immer in Runde 1 oder 2 aus. Nur bei den Dongguan Open 2014 schaffte er es nach einem Sieg über Zhang Anda unter die Letzten 32. In der Saison 2017/18 nahm Feilong an den China Open und an den Shanghai Masters 2017 teil, er gewann jeweils die Wildcardrunde, verlor aber beide Male sein Qualifikationsrundenspiel gegen einen englischen Profispieler. In dieser Saison war er aber erneut einer der besten Spieler auf nationaler Ebene. Er und Zhang Jiankang waren die beiden besten Amateure auf der CBSA China Tour. Für diese Leistung bekam er mit 35 Jahren den Profistatus und qualifizierte sich für die Saison 2018/19 und 2019/20 der Snooker Main Tour. Zwar erreichte er während seiner beiden Profisaisons regelmäßig die Hauptrunde eines Ranglistenturnieres, kam jedoch nie über die Runde der letzten 64 hinaus und schied zusätzlich häufig in der Qualifikation der Turniere aus. Zeitweise war er zwar auf Rang 86 platziert, doch sein 94. Rang Mitte 2020 reichte nicht für den Erhalt des Profistatus, den er somit nach zwei Jahren wieder verlor. Zwar versuchte er direkt, sich über die Q School wieder zu qualifizieren, doch neben zwei Auftaktniederlagen erreichte er zwar beim zweiten Turnier die vorletzte Runde, unterlag in dieser aber dem englischen Amateurmeister und späteren Qualifikanten Ben Hancorn. Ein zweiter Rückkehrversuch in der Q School 2021 misslang noch deutlicher.